# Мальвиль, Гийом (философ)
Гийом Мальвиль (фр. Guillaume de’Maleville; 1699—1770 или 1771) — французский богослов и философ.
Боролся против господствовавших в его время отрицательных взглядов. Наиболее известные сочинения: «La religion naturelle et révélée» (1756—1758) и «Histoire critique de l’Éclectisme ou des nouveaux Platoniciens» (1766). В этом последнем (анонимном) сочинении он выступал сторонником неоплатонической метафизики.